# 이우수
이우수(1972년 4월 20일 ~ )은 LG 트윈스에서 뛰었던 전 야구 선수다. 청원고등학교를 졸업했으며, 1991년 고졸 우선 지명으로 LG 트윈스에 입단했다. 선수 생활 대부분을 백업에 머물렀지만, 류지현이 방위병 복무로 인해 홈경기를 뛰지 못한 1995년에는 류지현과 번갈아 유격수로 출전해 준수한 모습을 보이기도 했다.

## 기록
- 1991년: 62경기 16안타 1홈런 8타점 1도루 0.208
- 1992년: 62경기 25안타 5타점 0.181
- 1993년: 38경기 9안타 2타점 0.196
- 1994년: 6경기 무안타
- 1995년: 83경기 64안타 3홈런 25타점 1도루 0.270
- 1996년: 33경기 13안타 4타점 0.181

## 같이 보기
- 1994년 LG 트윈스 시즌